# Licey al Medio
Licey al Medio è un comune della Repubblica Dominicana di 26.735 abitanti, situato nella Provincia di Santiago. Comprende, oltre al capoluogo, un distretto municipale: Las Palomas.